# سیارک ۱۹۱۸۲
سیارک ۱۹۱۸۲ (به انگلیسی: 19182 Pitz، نامگذاری:1991TX2) نوزده هزار و صد و هشتاد و دومین سیارک کشف شده‌است که در ۷ اکتبر ۱۹۹۱ کشف شد.
قدر مطلق سیارک برابر ۱۲.۹ است.